# Pinzettengriff
Der Pinzettengriff meint das Ergreifen von kleinen Gegenständen mit gestrecktem Zeigefinger und opponiertem Daumen, andere Finger sind nicht beteiligt. Durch Zusammendrücken dieser beider Fingerspitzen in der Art einer Pinzette können die Gegenstände festgehalten werden.
Säuglinge erlernen diese Bewegung meistens im Alter von 8 bis 14 Monaten, der Median liegt bei 9 Monaten.
Als erste Griffe – also noch vor dem Pinzettengriff – werden Faustgriff (Greifen mit der ganzen Handinnenfläche), radialer Faustgriff (Verlagerung des Griffs zum Daumen hin),  der Scherengriff, der unvollständige Pinzettengriff und schließlich der vollständige Pinzettengriff erlernt.
Ca. im 12. Lebensmonat wird sogenannte unvollständige Pinzettengriff noch nicht mit den Fingerspitzen, dabei auch mit gebeugten Daumen und Zeigefingern ausgeführt. In der Literatur wird nicht immer zwischen Pinzettengriff und Scherengriff unterschieden, dabei ist der Scherengriff die primitive Vorstufe des Pinzettengriffes. Beim Scherengriff wird der kleine Gegenstand mit gestrecktem Daumen an die Seite des gestreckten Zeigefingers gedrückt und zwar mit der Basis des Zeigefingers und des Daumens, ohne dass die Handfläche den Gegenstand mehr berührt wird.
Auf den Pinzettengriff folgt meist der Zangengriff.